# Österreichischer PEN-Club
Der Österreichische PEN-Club (auch PEN Club Austria) ist die älteste Schriftstellervereinigung Österreichs und Mitglied des Internationalen PEN mit Sitz in Wien sowie Subzentren in mehreren Bundesländern.
Er versteht sich vor allem als Vermittler und Förderer österreichischer Literatur, als Forum und Begegnungsort für Schriftsteller, als Kontaktstelle zu internationalen literarischen Institutionen und als Verteidiger und Wahrer der Freiheit des Wortes. Er baut diese Aktivitäten kontinuierlich aus. Relativierende Rücksichten auf besondere Befindlichkeiten der einzelnen politischen Systeme in den unterschiedlichen Ländern werden nicht genommen, allerdings wird der Dialog auf breitester Basis geführt, um demokratische Entwicklungen zu befördern. Der österreichische PEN macht dies auf Basis der Zugehörigkeit zur internationalen PEN-Gemeinschaft und in Abstimmung mit der die Welt umspannenden Gemeinschaft. Im Rahmen seiner Arbeit im Writers-in-Prison-Committee richtet der PEN-Club alljährlich zahlreiche Appelle an Regierungen von Ländern, in denen Schriftsteller und Journalisten am Recht der freien Meinungsäußerung gehindert oder sogar verfolgt, gefoltert und mit der Todesstrafe bedroht werden. Wenn möglich, hilft der PEN-Club, Bücher von verfolgten oder ins Exil getriebenen Autoren zu veröffentlichen, um deren literarische Stimmen nicht verstummen zu lassen.

## Geschichte
Das erste Österreichische P.E.N.-Zentrum wurde im Juni 1923 gegründet, mit Arthur Schnitzler als Ehrenpräsidenten und Grete von Urbanitzky als Generalsekretärin. Auf dem XI. Kongress des Internationalen P.E.N.-Clubs im Mai 1933 in Ragusa (Dubrovnik) führten Meinungsverschiedenheiten innerhalb der österreichischen Delegation zu einem Eklat. Die Generalsekretärin Grete von Urbanitzky und der Delegierte Felix Salten hatten sich dem Protest der Literaten gegen die Bücherverbrennungen in Deutschland, die kurz zuvor stattgefunden hatten, nicht angeschlossen. Als Folge davon traten die Sympathisanten des Nationalsozialismus unter den Mitgliedern aus dem Österreichischen P.E.N. aus, darunter Mirko Jelusich, Bruno Brehm und Robert Hohlbaum. Viele bürgerlich-demokratische Autoren trieb die politische Spaltung der österreichischen Literaten ins Exil. Mit dem Anschluss Österreichs an das Deutsche Reich wurde auch der Österreichische PEN-Club 1938 aufgelöst, Vermögen und Archiv des Zentrums wurden beschlagnahmt.
Aufgrund der Initiative von Robert Neumann, dem Generalsekretär des 1939 in London gegründeten Österreichischen Exil-PEN-Clubs (Free Austrian PEN-Club), kam es 1947 zu einer Wiedererrichtung des Österreichischen PEN-Clubs. Zum ersten Nachkriegspräsidenten wurde Franz Theodor Csokor gewählt. Aus Protest gegen den Kurs des Österreichischen PEN-Clubs gründete sich 1973 die Grazer Autorenversammlung.
2009 fand der 75. Weltkongresses des Internationalen PEN in Linz statt. Im Anschluss daran nahm der Österreichische PEN eine inhaltliche Neupositionierung vor. Die neue Führung, u. a. mit Helmuth A. Niederle als Präsidenten, hat unter Einbindung der Landeszentren des PEN ein besonderes Augenmerk auf die literarischen Stimmen jener Autoren gelegt, die aus unterschiedlichen Gründen ihre ursprüngliche Heimat verlassen und in Österreich ein neues Zuhause gefunden haben. Sie sorgen mit der Besinnung auf ihre kulturellen Wurzeln in unterschiedlichen literarischen Traditionen für eine Vielfalt der literarischen Stimmen, wie es der sich durch Migrationsströme verändernden Welt entspricht. Seit dem Jahr 2011 erscheint im Löcker Verlag die Buchreihe „edition pen“, die literarische Werke von österreichischen und ausländischen Autoren versammelt. Diese Buchreihe wird durch eine Reihe von Dokumenten ergänzt, deren Schwerpunkt verschiedene kulturpolitische Themen sind. Seit dem Jahr 2021 gibt es zwischen dem Österreichischen PEN und dem Wiener Korrektur-Verlag eine Kooperation, die in kleinen bibliophilen Bänden ihren Ausdruck findet. Die Buchreihe trägt den programmatischen Titel „lenguas de tierra“ (spanisch ‚Landzungen‘).

## Liste der Präsidenten des Österreichischen PEN-Clubs
- Raoul Auernheimer (1923–1927)
- Felix Salten (1927–1933)
- Raoul Auernheimer (1933–1935, Interimsleiter)
- Hans von Hammerstein-Equord (1935–1938)
- Franz Theodor Csokor (1947–1969)
- Alexander Lernet-Holenia (1969–1972)
- Ernst Schönwiese (1972–1978)
- Fritz Habeck (1978–1980)
- Erik Wickenburg (1980–1988)
- György Sebestyén (1988–1990)
- Alexander Giese (1990–1997)
- Wolfgang Georg Fischer (1998–2001)
- Wolfgang Greisenegger (2001–2011)
- Helmuth A. Niederle (2011–2024)
- Marion Wisinger (seit 2024)

## Materialienbände des Österreichischen PEN-Clubs
- Time to Say: NO! 2013.[5] ISBN 978-3-85409-665-8.
- Ungarn. betrifft: Freiheit der Kunst. 2013.[6]
- Taksim Solidarity. Literature in Support of Turkish Protest. 2013.[7]
- Frauenrechte als Satzung: mulieris mundi. 2015, ISBN 978-3-85409-787-7.
- Fairness. Die neue Globalisierung. Europäische Toleranzgespräche 2021. Fresach. korrektur verlag. Munderfing 2022, ISBN 978-3-9505129-4-6.

## 90 Jahre PEN
- Harald Kollegger, Helmuth A. Niederle (Hrsg.): 23 + 23 = 1. plattform Johannes Martinek Verlag, Perchtoldsdorf 2014, ISBN 978-3-9503683-0-7.
- Helmuth A. Niederle, Christian Teissl (Hrsg.): Mitten im Satz. Fragmente. Eine Anthologie des Österreichischen PEN-Clubs. plattform Johannes Martinek Verlag, Perchtoldsdorf 2014, ISBN 978-3-9503683-1-4.

## Buchpublikationen
- Peter Paul Wiplinger: Positionen 1960–2012. Löcker Verlag / Austrian PEN Club, Wien 2014, ISBN 978-3-85409-728-0.
- Peter Bielész: Richard der Siebzehnte. Eine Travestie. (The Travesty of King Richard the 3rd and the 17th). (= Reihe: penyapaa). Wien 2014, ISBN 978-3-902997-01-2.
- Helmuth A. Niederle, Christian Teissl (Hrsg.): Bunte Steine. Frisch gefärbelt. (= Reihe: penyapaa). Wien 2015, ISBN 978-3-85409-680-1.
- Eva Schmidt (Hrsg.): Stadtschattierungen. Eine Anthologie. (= Reihe: penyapaa). Wien 2015, ISBN 978-3-85409-681-8.
- Peter Paul Wiplinger: Tagtraumnotizen. Löcker Verlag / Austrian PEN Club, Wien 2016, ISBN 978-3-85409-678-8.
- Harald Kollegger, Helmuth A. Niederle (Hrsg.): Wortkörper. (= Reihe: penyapaa). Wien 2016, ISBN 978-3-85409-828-7.
- Harald Kollegger, Helmuth A. Niederle (Hrsg.): Allein essen ist wie allein sterben. (= Reihe: penyapaa). Wien 2016, ISBN 978-3-85409-835-5.
- Ishraga Mustafa Hamid, Mark Klenk, Anton Marku, Helga Neumayer (Hrsg.): Wir, bewegende Steine. Eine Anthologie der Plattform „literatur*grenzenlos“ (= Reihe: penyapaa). Wien 2017, ISBN 978-3-85409-886-7.
- Susanne Dobesch-Giese, Helmuth A. Niederle (Hrsg.): Festschrift für Erich Sedlak. liber amicarumque amicorum. (= Reihe: penyapaa). Wien 2017, ISBN 978-3-85409-478-4.
- Wolfgang Martin Roth (Hrsg.): In meiner eigenen Welt die Fremde … Ein Literatur-Workshop am Döblinger Gymnasium (= Reihe: penyapaa). Wien 2017, ISBN 978-3-85409-862-1.
- Daniel R. Mekkonnen, Tedros Abraham, Abraham T. Zere (Hrsg.): Uncensored Voices. Essays, Poems and Art Works by Exiled Eritreans. (= Reihe: penyapaa). Wien 2017, ISBN 978-3-85409-889-8.
- Reinhart Hosch, Harald Kollegger, Helmuth A. Niederle (Hrsg.): Saure Äpfel, harte Nüsse, weiche Birnen. (= Reihe: penyapaa). Wien 2018, ISBN 978-3-85409-949-9.
- Reinhart Hosch, Harald Kollegger, Helmuth A. Niederle (Hrsg.): Undicht – Dichtun – Dichdung. (= Reihe: penyapaa). Wien 2018, ISBN 978-3-85409-948-2.
- Sadia Amir: Reminiscences of Forced Emigration. (= Reihe: penyapaa). Wien 2019, ISBN 978-3-85409-975-8.
- Mark Klenk, Anton Marku, Ishraga Mustafa Hamid, Helga Neumayer (Hrsg.): Türen. Anthologie der Plattform literatur*grenzenlos (= Reihe: penyapaa). Wien 2019, ISBN 978-3-85409-998-7.
- Gerhard Friedrich: Heinrich Glücksmann. Brückenbauer in neue Zeiten: Beachtet. Geschätzt. Gefeiert. Vergessen. Korrektur Verlag, Mattighofen/Wien 2022, ISBN 978-3-9505129-7-7.
- Helmuth A. Niederle (Hrsg.): diá logos. Dem freien Wort verpflichtet. Anthologie 100 Jahre Österreichischer PEN. edition pen im Löcker Verlag, Wien 2023, ISBN 978-3-99098-147-4.
- Helmuth A. Niederle (Hrsg.): Zwischenrufe. 100 Jahre Österreichischer PEN-Club. Texte und Materialien. Korrektur Verlag, Mattighofen/Wien 2024, ISBN 978-3-95054-708-5.

## Preise des Österreichischen PEN
- Franz-Theodor-Csokor-Preis

Dieser Literaturpreis wird vom österreichischen PEN-Zentrum in unregelmäßigen Abständen verliehen und ist nach dem ersten Nachkriegspräsidenten Franz Theodor Csokor benannt. Eine individuelle Bewerbung ist nicht möglich.
Die bisherigen Preisträger:
- 1969 Pavel Kohout
- 1970 Wolfgang Bauer
- 1971 Franz Buchrieser
- 1972 Thomas Bernhard
- 1975 György Sebestyén
- 1979 Fritz Hochwälder
- 1982 Albert Drach
- 1985 Herbert Eisenreich
- 1987 Joseph Zoderer
- 1988 Kurt Klinger
- 1995 Hans Krendlesberger
- 1998 Herbert Berger
- 2006 Friedrich Ch. Zauner
- 2007 Adam Zielinski
- 2014 Peter Paul Wiplinger[8]
- 2017 Ilse Tielsch
- 2018 Alois Brandstetter
- 2022 Karl Lubomirski

- „Roma-Literaturpreis des Österreichischen PEN“ im Gedenken an Ceija Stojka (1933–2013)

Der „Roma-Literaturpreis des Österreichischen PEN“ wurde zum Gedenken an sein Mitglied Ceija Stojka, die 2013 verstorbene österreichische Roma-Künstlerin, die Schriftstellerin, Malerin, Sängerin, Tänzerin, KZ-Überlebende, Zeitzeugin und Menschenrechtsaktivistin ins Leben gerufen. Mit diesem Preis wird das in der Roma-Kultur traditionell verankerte künstlerische Schaffen gewürdigt und zugleich auf das in Europa weitgehend diskriminierte und im Holocaust fast ausgerottete Volk der Roma und Sinti hingewiesen. Somit geht es hier neben der Auszeichnung des literarischen Schaffens auch um eine Zeichensetzung und Einmahnung hinsichtlich der Menschenrechte. Eine individuelle Bewerbung ist nicht möglich.
Am 22. November 2013 wurde der Preis erstmals an Stefan Horvath im Rahmen der BuchWien vergeben.
Samuel Mago wurde als zweiter am 11. November 2016 im Rahmen der BuchWien mit dem Preis ausgezeichnet. Der 1996 in Budapest geborene Preisträger Samuel Mago ist Schriftsteller, Musiker und Roma-Aktivist, er stammt aus einer Roma-Familie mit mütterlicherseits jüdischen Wurzeln. Seit seinem vierten Lebensjahr lernte er Deutsch und übersiedelte mit seinen Eltern nach Wien, wo er auch seinen schulischen Werdegang abschloss. Seit einigen Jahren gilt er als Stimme des multikulturellen Dialogs.
Rosa Gitta Martl wurde am 10. April 2019 im Presseclub Concordia mit dem „Roma-Literaturpreis des Österreichischen PEN im Gedenken an Ceija Stojka“ ausgezeichnet. Ihr künstlerisches Werk umfasst bildnerische und literarische Arbeiten. Zum ersten Mal wurde eine Frau und zum ersten Mal eine Vertreterin der österreichischen Sinti mit dem Roma-Literaturpreis geehrt. Aus diesem Anlass erschien das von ihr verfasste Buch „Bleib stark“ in der edition pen im Löcker Verlag.
- Europäischer Toleranzpreis für Demokratie und Menschenrechte

Der Toleranzpreis wurde in den Jahren 2018 bis 2021 einmal jährlich gemeinsam vom Österreichischen PEN-Club und der Stadt Villach im Rahmen der in Fresach stattfindenden Toleranzgespräche vergeben. Seit dem Rückzug des PEN aus den Toleranzgesprächen ist ausschließlich die Stadt Villach für die Auswahl zuständig.
Die bisherigen Preisträger:
- 2018 Doğan Akhanlı

Aus der Laudatio: „Doğan Akhanlı hat die Willkür eines demokratiefeindlichen, autoritären Regimes mehrfach am eigenen Leib zu spüren bekommen und als unbescholtener Schriftsteller, der die freie Meinungsäußerung als Menschenrecht ansieht, mehrere Gefängnisse in der Türkei und jüngst eines in Spanien von innen kennengelernt, als dürfte – in einer manipulativen Umkehr der Tatsachen – keine gute Tat ungesühnt bleiben“, erklärte PEN-Vizepräsident Harald Kollegger bei der Preisverleihung.
- 2019 Sonia Boumad

Villachs Bürgermeister Günther Albel erklärte bei der feierlichen Übergabe, dass die aus dem Libanon stammende Autorin vor allem für ihr Werk der interkulturellen Verständigung geehrt werde, dass die Auszeichnung aber auch stellvertretend für jene Menschen erfolgt, die trotz Krieg, Flucht und Vertreibung ihre Hoffnung auf das Gute und Schöne im Leben nicht aufgegeben haben. „Sonia Boumad ist ein leuchtendes Beispiel für menschliche Größe und intellektuellen Weitblick.“
- 2020 Erna Pfeiffer

„Was Erna Pfeiffer leistet, ist mehr als eine Übersetzung – ein Hinweis, dass es auf dieser Welt geistige Kontinente gibt, die es zu entdecken gilt. Darüber hinaus ist ihre Arbeit eine Messlatte für Literatur, die in schwierigen Umständen entsteht. Wir haben in Europa und dadurch auch in Österreich noch immer zahlreiche literarische Stimmen, die ungehört verklingen. Häufig ist die Sprachbarriere unüberwindbar und dann fehlt das Wissen, um das Dargestellte in der Literatur zu verstehen. Erna Pfeiffer liefert beides, die Übersetzungen und Nachdichtungen sowie die Informationen, die für das Verstehen notwendig sind. Dies sind die Gründe, ihr den Toleranzpreis 2020 zu verleihen“, so der PEN-Club in seiner Begründung der Wahl.
- 2021 Heinz Nußbaumer

„Inmitten des Chors aufgeregter Stimmen, die rasch im Urteil sind und nicht verstehen können, dass die ganze Welt die größere Heimat ist, in der andere Kulturen nicht Gegner sind, sondern Partner, hat Heinz Nußbaumer unbeirrbar aber verständnisvoll, lernbereit und aufnahmefähig seine vielen, sich selbst auferlegten Verpflichtungen wahrgenommen. […] Das Ergebnis ist, dass Heinz Nußbaumer von Christen unterschiedlicher Konfessionen ebenso gewürdigt wird wie von Muslimen verschiedener Richtungen. Er ist – kurz gesagt – ein Pilger zum Gedankentempel der Einsicht, in dem alle Menschen mit ihren unterschiedlichen Motiven und Traditionen – wenn sie guten Willens sind – ein Zuhause finden“, so der PEN-Club in seiner Begründung der Wahl.